# انبه فوتیدا
انبه فوتیدا (نام علمی: Mangifera foetida) نام یک گونه از سرده انبه است.